# Soundwave (festival)
Pour les articles homonymes, voir Soundwave.
Le Soundwave, ou Soundwave Festival, est un festival organisé dans les plus grandes villes australiennes. Il émerge initialement à Perth et se délocalisera dans les plus grandes villes du pays en 2007. 
Durant son existence, il fait participer de nombreux groupes nationaux, du différents genres oscillant entre rock, heavy metal et punk. De nombreux groupes tels que Deftones, The Offspring, Incubus, Alice in Chains, Bloodhound Gang, Nine Inch Nails, Faith No More, Jimmy Eat World, Jane's Addiction, Soundgarden, Iron Maiden, Queens of the Stone Age, Smashing Pumpkins, System of a Down, Slipknot, Green Day, Avenged Sevenfold, Linkin Park, Blink 182 et Metallica y ont joué en têtes d'affiche. Le festival est dirigé et promu par Soundwave Touring, également dirigeant du Harvest Festival.
Le 17 décembre 2015, le fondateur de Soundwave AJ Maddah, annonce l'annulation de l'édition 2016 du Soundwave à cause de mauvaises ventes de billet. Il décide de ne pas renouveler le festival.

## Histoire

### Débuts
Le Soundwave Festival émerge initialement à Perth, à l'origine sous le nom Gravity Soundwave dans les Gravity Games. The Gravity Games sont organisés dans le sud de Perth et Swan River. L'événement est sponsorisé par Vodafone sa première année, qui fera supposément un million de dollars de bénéfice.
Gravity Soundwave est pour la première fois organisé les 14 et 15 octobre 2004. Le groupe de pop punk Good Charlotte sera le premier à jouer en tête d'affiche du Soundwave, avec Gyroscope et One Dollar Short. La nuit suivante jouent Unwritten Law, Regurgitator, MxPx, Lagwagon et Last Year's Hero.
L'édition 2005 est encore une fois sponsorisée par Vodafone, et organisé pendant la nuit du 8 octobre. Gravity Soundwave présente Grinspoon en tête d'affiche, aux côtés de Unwritten Law, Reel Big Fish, et Goldfinger. Le troisième et dernière année du festival Gravity Games s'effectue à Perth en décembre 2006, plutôt qu'octobre. Gravity Soundwave fait participer Aiden, Gyroscope, Kisschasy, Parkway Drive, The Getaway Plan et Goodnight Nurse.

### 2007
L'édition 2007 du festival s'étendra jusqu'à Sydney et Brisbane. Y joueront notamment Unwritten Law, MxPx et Parkway Drive.

### 2008
L'édition 2008 du Soundwave Festival accueille The Offspring en tête d'affiche avec Incubus et Killswitch Engage, et s'étend à Melbourne et Adélaïde. Alexisonfire remplace Coheed and Cambria, Thursday remplace Chiodos, et Infectious Grooves remplace Social Distortion. From Autumn to Ashes et Still Remains ne joueront pas à Brisbane ou Sydney.

### 2009

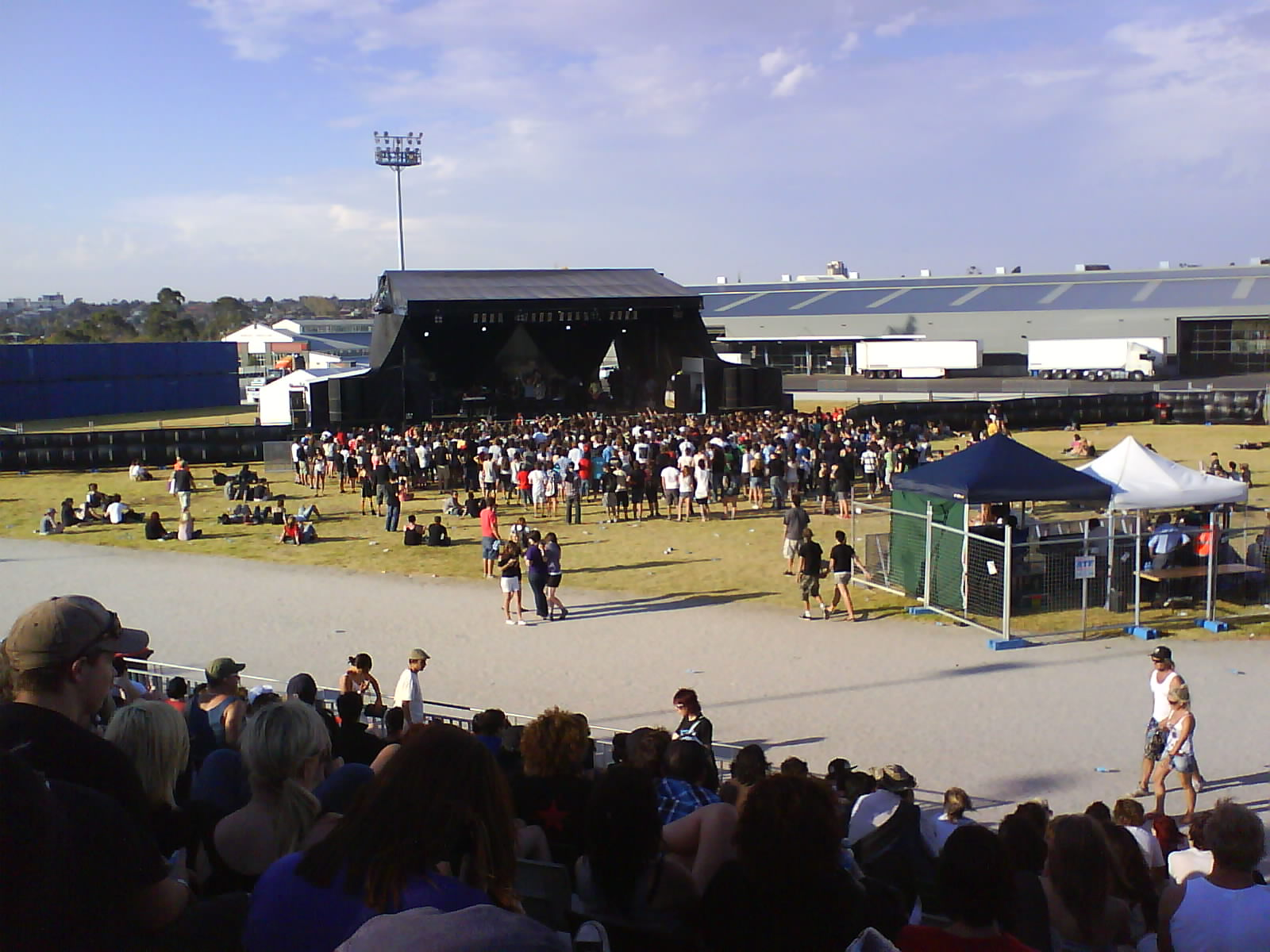
Chiodos au Soundwave de Melbourne, en 2009.

Les formations de l'édition 2009 du festival sont annoncées le 24 septembre 2008, avec en tête d'affiche Nine Inch Nails, avec Alice in Chains et Bloodhound Gang.
Les présentateurs de l'émission britannique Dirty Sanchez et les cascadeurs finlandais de The Dudesons en seront les maîtres de cérémonie. The Dillinger Escape Plan remplace Scars on Broadway. Less Than Jake ne participe pas à Brisbane à cause d'un retard de vol.

### 2010
La première annonce des formations de l'édition 2010 se fait le 13 août 2009, avec en tête d'affiche Faith No More, Jane's Addiction et Placebo. Ils font aussi participer Paramore, AFI, Jimmy Eat World (qui remplace My Chemical Romance) et HIM. Le festival fait participer 46 groupes sur six stages.
Architects remplace The Devil Wears Prada, This is Hell remplace Maximum the Hormone, qui annule sa participation à la suite de l'hospitalisation de Nao, Jimmy Eat World remplace My Chemical Romance, qui annulera son apparition du fait que le chanteur Gerard Way souffraient de problèmes vocaux.

### 2011

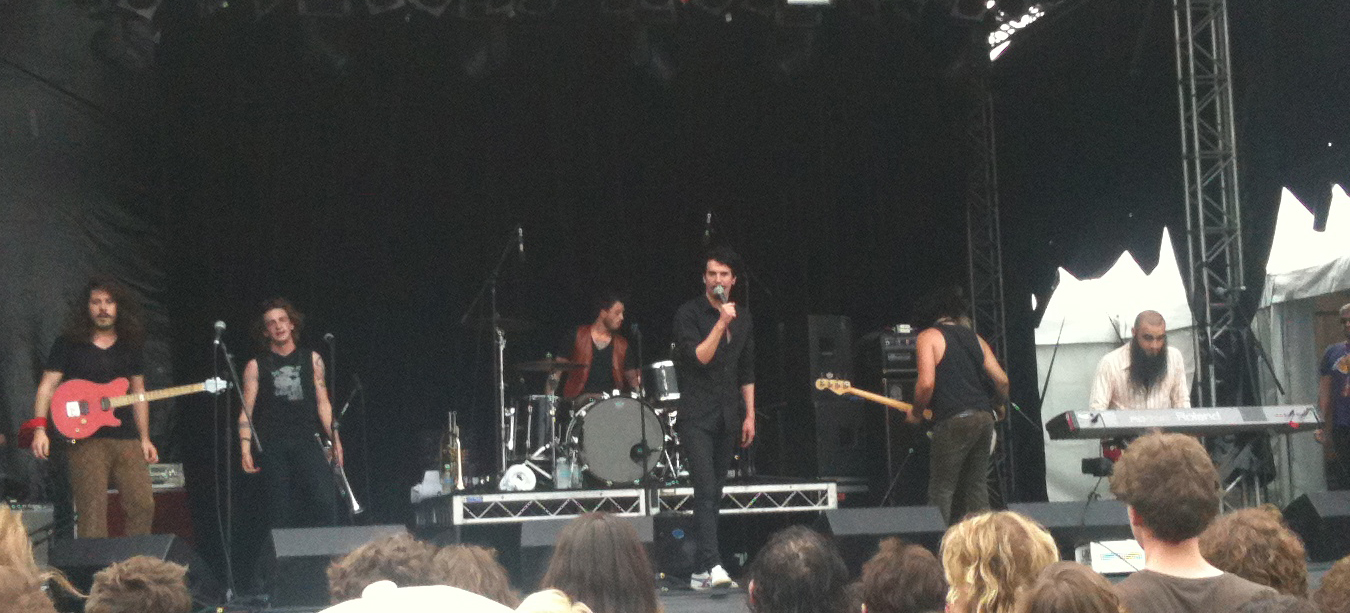
Foxy Shazam à Sydney.

La première annonce des formations de l'édition 2011 se fait le 5 août 2010, avec en tête d'affiche Iron Maiden et Queens of the Stone Age. Le festival fait participer The Starting Line. Au total c'est 71 groupes qui y participent sur huit stages.
Slayer annule sa participation à Sydney show à la dernière minute, Tom Araya devant être hospitalisé. Avenged Sevenfold annule aussi son apparition en désaccord avec ses horaires.
Sum 41 ne jouera pas à Brisbane et Sydney et sera remplacé par International Superheroes of Hardcore